# James (groupe)
Pour les articles homonymes, voir James.
James est un groupe de rock alternatif britannique, originaire de Manchester, en Angleterre, formé en 1981. Son chanteur Tim Booth se consacre, en parallèle, à une carrière solo.

## Biographie

### Formation et débuts (1982–1987)

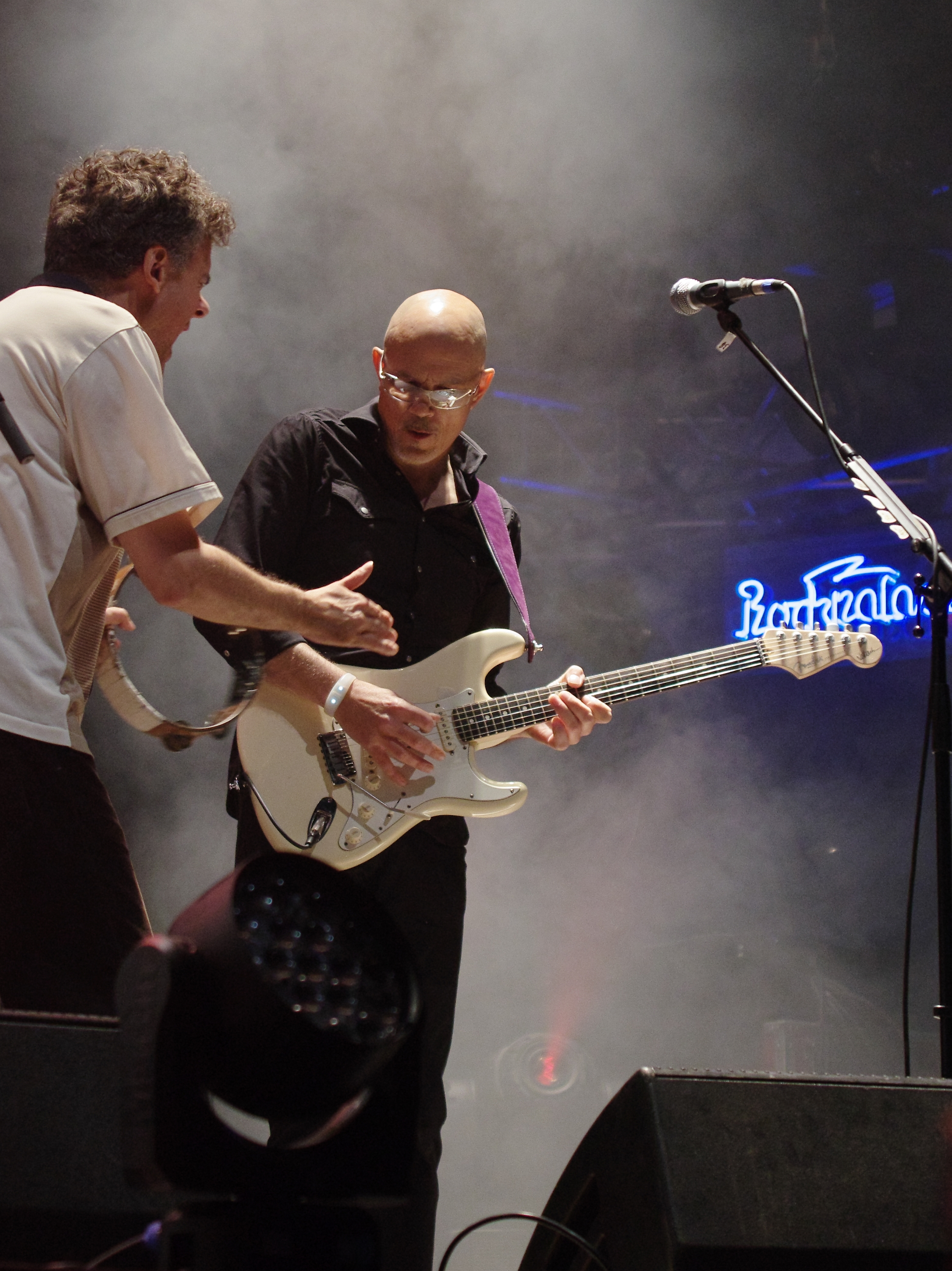
Larry Gott.

James est formé en 1982 à Whalley Range, Manchester, lorsque Paul Gilbertson persuade son ami Jim Glennie d'acheter une basse et de former un groupe avec lui. Leur formation se solidifie avec l'arrivée de Gavan Whelan à la batterie. Ils jouent plusieurs concerts sous le nom de Venereal and the Diseases et plus tard, Volume Distortion, avant se rebaptiser Model Team International, plus tard écourté pour Model Team. Ils jouent à l'improviste lors de jam sessions, avec The Fall au Manchester Polytechnic. Le groupe fait la rencontre de Tim Booth dans un disco étudiant. Gilbertson l'invite à Withington à se joindre à eux comme danseur. Après une brève période sous le nom de Tribal Outlook, le groupe se rebaptise James en août 1982. Un concert à l'Haçienda attire l'attention de Tony Wilson de Factory Records. Il offre à James un contrat d'un album avec Factory, habitué aux concerts, préfère publier un EP trois pistes. Intitulé Jimone EP, il est enregistré aux Strawberry Studios, Stockport, en août 1983 et publié chez Factory Records en septembre. Il mène le groupe à soutenir The Smiths entre février et avril 1985 au Meat is Murder Tour.
Bien que considérés par les médias comme groupe prometteur, leur parcours se retrouve semé d'embûches. Les problèmes de Gilbertson liés à la drogue mènent à son départ. Booth et Glennie rejoindront une secte appelée Lifewave qui imposera plusieurs restrictions à leur mode de vie, et menacera la stabilité du groupe. Leur deuxième EP, James II, est publié plus d'un an après la sortie du premier opus ; Gilbertson est remplacé par leur professeur de guitare, Larry Gott. Les deux premiers EPs seront compilés et publiés sous le titre Village Fire.
Leur troisième sortie, Sit Down EP (sans le morceau du même nom) sort en février 1986, et est suivi par leur premier album, Stutter, en juillet la même année. L'album atteint la 68e place de l'UK Albums Chart. En manque d'argent et sans réelle publicité, le groupe enregistre son troisième album, Strip-mine, dans le but de plaire à leur label, Sire. L'album a failli ne pas être vendu avant l'arrivée d'un remix grand public ; Sire sort l'album en septembre 1988. l'album en parvient qu'à atteindre la 90e place des classements.
James réussit, à cette période, à se forger une solide réputation scénique. Les ventes des t-shirts James explosent à Manchester avant même qu'ils n'atteignent le top 40. James finance la production d'un album live One Man Clapping avec un prêt à la banque et l'aide de Rough Trade Records.

### Changements et succès (1988–1992)
En novembre 1988, le batteur Whelan s'implique dans une bagarre en plein concert contre Booth et le groupe le jettera. Il est remplacé par David Baynton-Power, quelques mois plus tard. Dans les années qui suivent, James rehausse le style musical et les couleurs du groupe en recrutant trois nouveaux membres — le guitariste-violoniste-percussionniste Saul Davies, le claviériste Mark Hunter et le trompettiste-batteur des Diagram Brothers/ Dislocation Dance / The Cotton Singers Pale Fountains Andy Diagram. Cette formation enregistre le troisième album du groupe.
Les nouveaux singles Sit Down et Come Home deviennent de gros succès classés dans les charts indépendants, le dernier étant inclus dans la compilation Happy Daze. L'album Gold Mother devait être publié chez Rough Trade mais le propriétaire du label, Geoff Travis, pensait que James n'atteindrait que 20 000 à 30 000 exemplaires vendus. Le groupe, pensant avoir plus de potentiel, rachète les droits de son album à Rough Trade. Une tournée d'hiver suit en 1989 et le groupe signe avec Fontana Records, terminant difficilement l'année, mais d'un point de vue optimiste.
Gold Mother est publié en 1990, période durant laquelle le mouvement Madchester, et sa vague de popularité engendrée par les groupes du genre, s'attentionne sur James et remporte l'intérêt national. Les singles How Was It for You, le remix de Come Home, et Lose Control, atteignent tous le top 40, et le succès du groupe est confirmé avec deux concerts à guichet fermé au G-Mex de Manchester à la fin de l'année. En mars 1991, alors que la popularité de Sit Down permet au groupe sa réédition, le single atteint la deuxième place de l'UK Singles Chart.
Le groupe passe le reste de l'année à enregistrer son nouvel album, Seven, qui est publié en février 1992. Il atteint la deuxième place de l'UK Albums Chart.

### Autres albums (1993–1999)
En 1993, James est invité à une tournée acoustique américaine en soutien à Neil Young durant l'automne. Ils reviennent tout frais en Angleterre et prêts à enregistrer un nouvel album avec Brian Eno, qu'ils ont rencontré pour produire Stutter, mais qui ne pouvait rien faire car étant très occupé à cette période. Les sessions d'enregistrement résultent en deux albums : l'album 'chanson', Laid, et l'expérimental Wah Wah, qui comprend des jam sessions improvisées mixées par Eno.
Laid est publié en septembre 1993 et bien accueilli par la presse. En plus d'être un succès au Royaume-Uni, l'album atteint la 72e place du classement américain Billboard 200 avec 600 000 exemplaires vendus, propulsé par la popularité de son titre risqué diffusé par les radios universitaires. Le groupe passe l'année 1994 à une tournée aux États-Unis. Wah Wah est finalement publié en septembre 1994.
Déterminé à continuer malgré certains coups durs, le groupe se dirige en studio chez Baynton-Power. L'ancien guitariste de Sharkboy, Adrian Oxaal, est recruté pour remplacer Gott à la guitare, et Booth reviendra périodiquement aux États-Unis pour les morceaux vocaux. L'année 1996 assiste à la sortie de l'album de Booth avec Badalamenti (Booth and the Bad Angel). Le nouvel album de James, Whiplash, suit en février 1997. L'album semble être un bon retour, atteignant le top 10 britannique, suivi de près par le single She's a Star.
Le groupe tourne en soutien à l'album, recrutant Michael Kulas pendant leur passage aux États-Unis, à la guitare rythmique. Booth souffrira d'une blessure à la nuque en dansant sur scène, ce qui mènera à l'annulation de plusieurs dates et à son opération en urgence. En mars 1998, un best-of, simplement baptisé The Best of, est publié et comprend leurs meilleurs morceaux depuis leur signature avec Fontana. Il atteint la première place de l'UK Albums Chart. Par la suite, le groupe revient en studio pour enregistrer l'album Millionnaires, qui est publié en octobre 1999. Il atteint la deuxième place de l'UK Album Charts.

### Autre direction et séparation (2000–2006)
Après leur performance désastreuse en soutien à Millionnaires, le groupe tente une nouvelle approche avec un autre album aux côtés d'Eno. Ils passent l'année 2000 à enregistrer l'album. Ils embarquent dans une brève tournée en automne durant laquelle ils jouent de nouveaux morceaux. L'album, Pleased to Meet You, est publié en juillet 2001. L'album atteint la 11e place des classements, la plus basse depuis qu'ils sont signés au label Fontana. Peu après cette sortie, James atteint la fin de son contrat, et Tim Booth annonce quitter le groupe pour se consacrer à d'autres projets. Ils jouent une tournée britannique d'adieu à la fin de l'année.
Une compilation de leur années chez Factory et Sire est annoncé en 2001, mais l'album, Strange Dancing, ne sera jamais publié. Les deux premiers albums de James, Stutter et Strip-mine, sont réédités en juin 2007, mais sans pistes bonus.

### Retour (depuis 2007)
En janvier 2007, Tim Booth annonce qu'il rejoindra James au début de 2007 pour une série de concerts. Leurs cinq premières dates de tournée passent à sept à la suite de nombreuses demandes. La tournée prend place à la fin avril 2007, et est suivi d'apparitions à des festivals comme le T in the Park et le V Festival. En avril sort la compilation, Fresh as a Daisy — The Singles, accompagné d'un DVD. Leur nouvel album, Hey Ma, est publié le 7 avril 2008.
Le groupe annonce la sortie de deux mini-albums en avril 2010. The Night Before est publié le 19 avril ; sa suite, The Morning After, est publiée le 2 août 2010.
Au début de 2011, Tim Booth annonce de nouveaux morceaux et une participation du groupe au festival Lollapalooza au Chili. Le groupe joue au Coachella Festival les 13 et 20 avril à Indio, en Californie et au Hard Rock Calling 2011 le 24 juin à Hyde Park, Londres, où ils sont rejoints par Kaiser Chiefs et The Killers. Vers la fin 2011, James annonce une série de dates en octobre et novembre avec un orchestre et une chorale.
Puis ils participent au Kendal Calling Festival 2012 et tournent encore en 2013.
Leur premier album en six ans, La Petite Mort, est publié le 2 juin 2014 et s'accompagne d'un single promo, Moving On.
Ils tournent de nouveau en 2015, jouant quelques fois sans Larry Gott. Adrian Oxaal les rejoint pendant la tournée. En 2016, l'album Girl at the End of the World est sorti et s'accompagne d'apparitions à des festivals comme le Glastonbury Festival et le On Blackheath Festival en septembre.

## Membres

### Membres actuels
- Tim Booth - chant (1982–2001, depuis 2007)
- Jim Glennie - basse (1982–2001, depuis 2007)
- Adrian Oxaal - guitare solo (1995–2001, depuis 2015)
- David Baynton-Power - batterie (1987–2001, depuis 2007)
- Saul Davies - guitare, violon, percussions (1989–2001, depuis 2007)
- Mark Hunter - clavier (1988–2001, depuis 2007)
- Andy Diagram - trompette, percussions (1989–1992, depuis 2007)

### Anciens membres
- Paul Gilbertson - guitare solo (1982–1985)
- Gavan Whelan - batterie (1982–1988)
- Michael Kulas - guitare rythmique, chœurs (1997–2001)
- Larry Gott - guitare, claviers, flûte (1985–1995, 2001, 2007–2015)